# Juan Mario Pais
Juan Mario Pais (Mendoza, 7 de noviembre de 1955) es un abogado y político argentino del Partido Justicialista, que se desempeñó como diputado nacional (2007-2015) y como senador nacional (2015-2021) por la provincia del Chubut.

## Biografía
Nacido en la ciudad de Mendoza en 1955, estudió abogacía en la Universidad de Mendoza, graudándose en 1977.
Se radicó en la provincia del Chubut, siendo subsecretario de Gobierno y Justicia en el gobierno provincial entre 1988 y 1989, durante la gobernación de Néstor Perl. En 1991 fue elegido diputado provincial, siendo reelegido en 1995, completando mandato hasta 1999. En ese período fue vicepresidente primero de la Legislatura Provincial entre 1992 y 1995 y vicepresidente segundo hasta 1999.
Entre 2001 y 2002 fue síndico titular del Banco del Chubut S.A., y hasta 2007 fue asesor del senador Marcelo Guinle, para quien ya había trabajado en la reforma constitucional de 1994.
En las elecciones legislativas de 2007, fue elegido diputado nacional por Chubut, siendo reelegido en 2011. Integró el bloque del PJ-Frente para la Victoria. En diciembre de 2013 presidió la sesión preparatoria donde asumieron los diputados electos ese año.
En 2008 votó a favor del proyecto de Ley de Retenciones y Creación del Fondo de Redistribución Social, al año siguiente a favor de la Ley de Servicios de Comunicación Audiovisual, y en 2010 a favor de la ley de matrimonio entre personas del mismo sexo.
En las elecciones legislativas de 2015, fue elegido senador nacional por Chubut encabezando la lista del Frente para la Victoria, con mandato hasta 2021. Preside la Comisión Bicameral Permanente Parlamentaria Mixta Revisora de Cuentas; y es vocal de las comisiones de Justicia y Asuntos Penales; de Legislación General; de Trabajo y Previsión Social; de Minería, Energía y Combustibles; y de Acuerdos. En 2017 fue elegido secretario alterno de comisiones del Parlamento Latinoamericano.
En 2017 votó en contra de la reforma previsional y en 2018 votó a favor del proyecto de Ley de Interrupción Voluntaria del Embarazo.
Entre agosto y diciembre de 2017 integró el Consejo de la Magistratura de la Nación en representación del Senado, sucediendo a Ruperto Godoy. Volvió al Consejo entre julio y diciembre de 2019, reemplazando a Miguel Ángel Pichetto, quien había renunciado tras decidir acompañar a Mauricio Macri como candidato a vicepresidente.
En el ámbito partidario, entre 1993 y 1995 fue presidente del Partido Justicialista (PJ) de Comodoro Rivadavia, y entre 1996 y 2000 presidió el PJ de Chubut. Entre 2005 y 2016 fue apoderado del PJ chubutense y congresal nacional.